# بيل بيترز
بيل بيترز هو لاعب هوكي الجليد كندي، ولد في 13 يناير 1965 في ألبرتا في كندا.

## وصلات خارجية
- بيل بيترز على موقع EliteProspects.com (الإنجليزية)
- بيل بيترز على موقع HockeyDB.com (الإنجليزية)